# Ханака

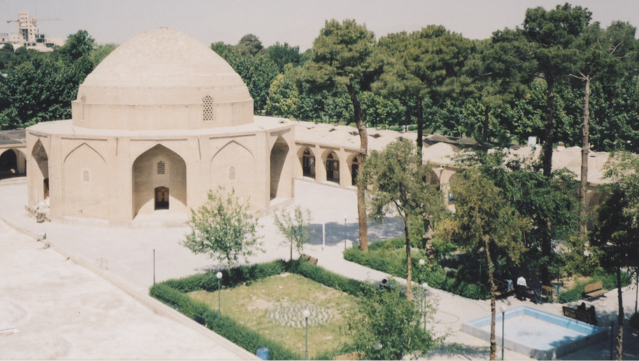
Тохидхане, средневековая ханака в Исфахане, Иран.

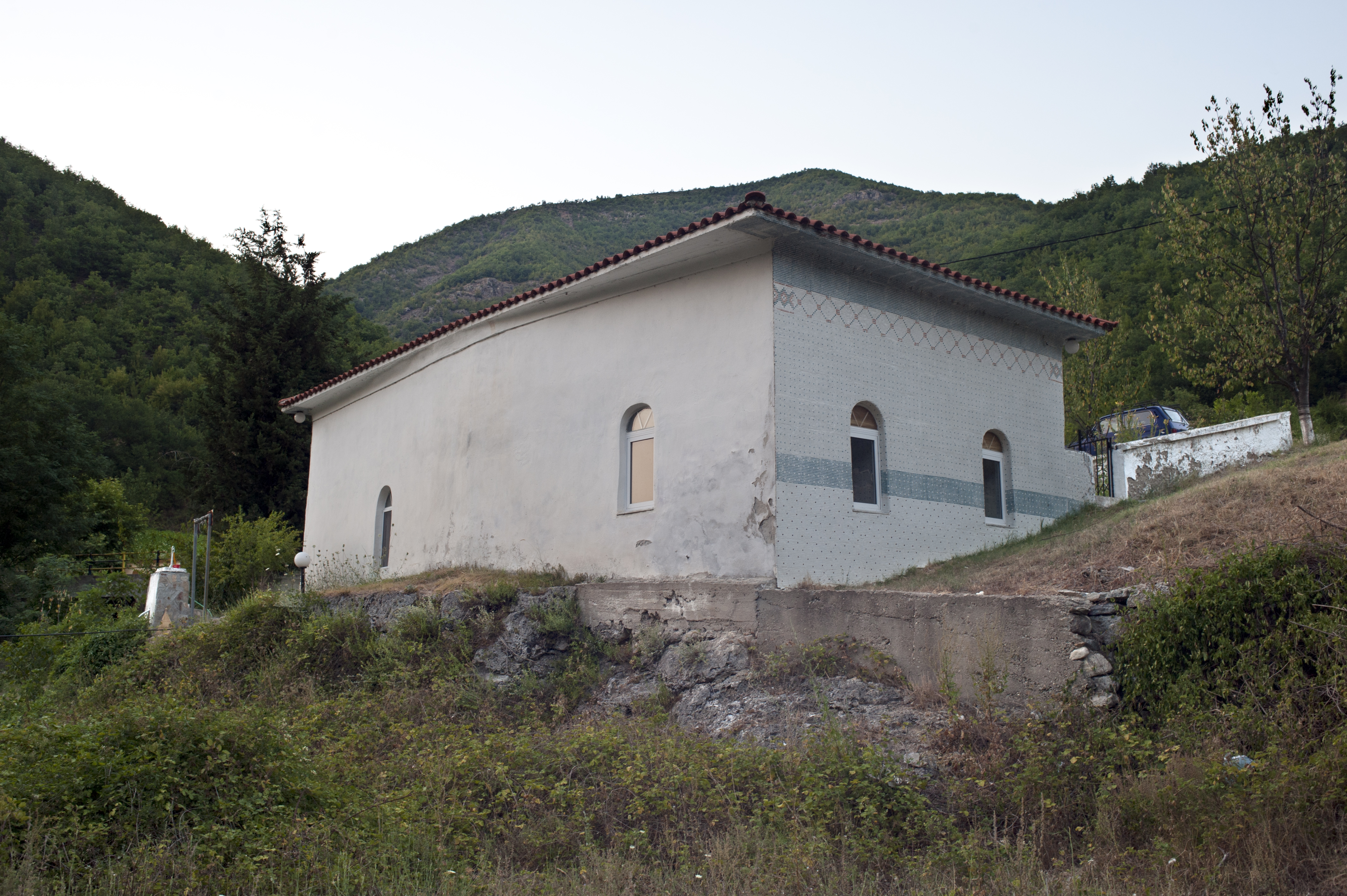
Будали Ходжа Текке в Греции.

Ха́нака (перс. خانگاه‎) — суфийская обитель. Изначально ханаки были скромными приютами дервишей, но затем превратились в целые комплексы, детально продуманные и богато украшенные. Ханаки играли большую социальную роль, выполняя функции мест общественных и политических собраний; школ; гостиниц и постоялых дворов; больниц; благотворительных центров и т. д..
В ханаке обязательно находилась мечеть, мог находиться мавзолей (мазар) и библиотека. Процедура поселения и выхода из ханаки была предельно упрощена, из-за чего ханаку иногда сравнивают с гостиницей. Некоторые ханаки существовали благодаря нерегулярным дарам и пожертвованиям (футух), тогда как другие получали регулярную помощь.
Суфийские обители также называют дергях и текке (тур. tekke). Крупные и центральные обители называют аситанами. Сравнительно небольшая ханака, в которой проживал шейх, называется завия.

## Функции

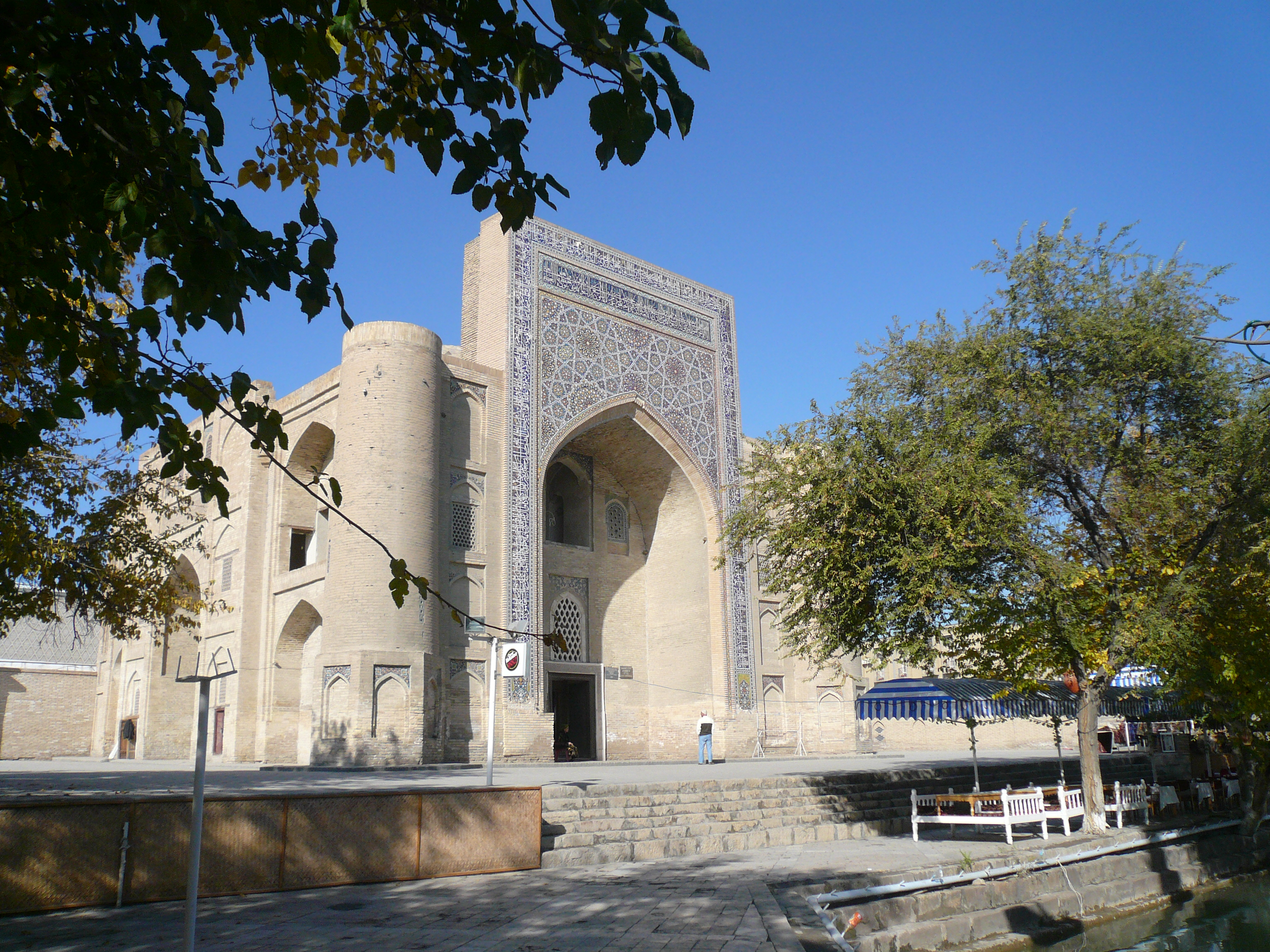
Ханака Диван-Беги в Бухаре

По своей функции центра религиозного аскетизма ханака схожа с христианским монастырем, но в отличие от монастыря, процесс входа и выхода в ханаку был предельно облегчен, дабы не мешать дервишам в их странствиях. Ханака выполняла также благотворительную функцию (раздача милостыни) и исполняла роль скриптория и гостиницы — зачастую в ханаках останавливались паломники, поэты и учёные, иногда даже и правители.
Известны случаи, когда ханака строилась каким-нибудь правителем или просто очень состоятельным человеком из желания совершить богоугодный поступок, прославив тем самым своё имя в истории страны. Например, ханака Диван-Беги в Бухаре.
На протяжении многих столетий суфийские обители выполняли большую социальную роль в исламском мире. Там располагались основные центры просвещения и школы (мактабы), в которых изучали различные религиозные науки и обучали грамоте. Здесь же размещались библиотеки (китабханы).
В обителях проводились различные общественные и политические собрания. Они выполняли роль гостиниц и постоялых дворов (караван-сарай) для путников (мусафиров). Нуждающиеся могли получить в них пропитание, а инакомыслящие — укрытие от преследований властей. Выполняя и роль больниц (дар аль-аджаза), обители оказывали помощь пострадавшим, лечили различные заболевания.

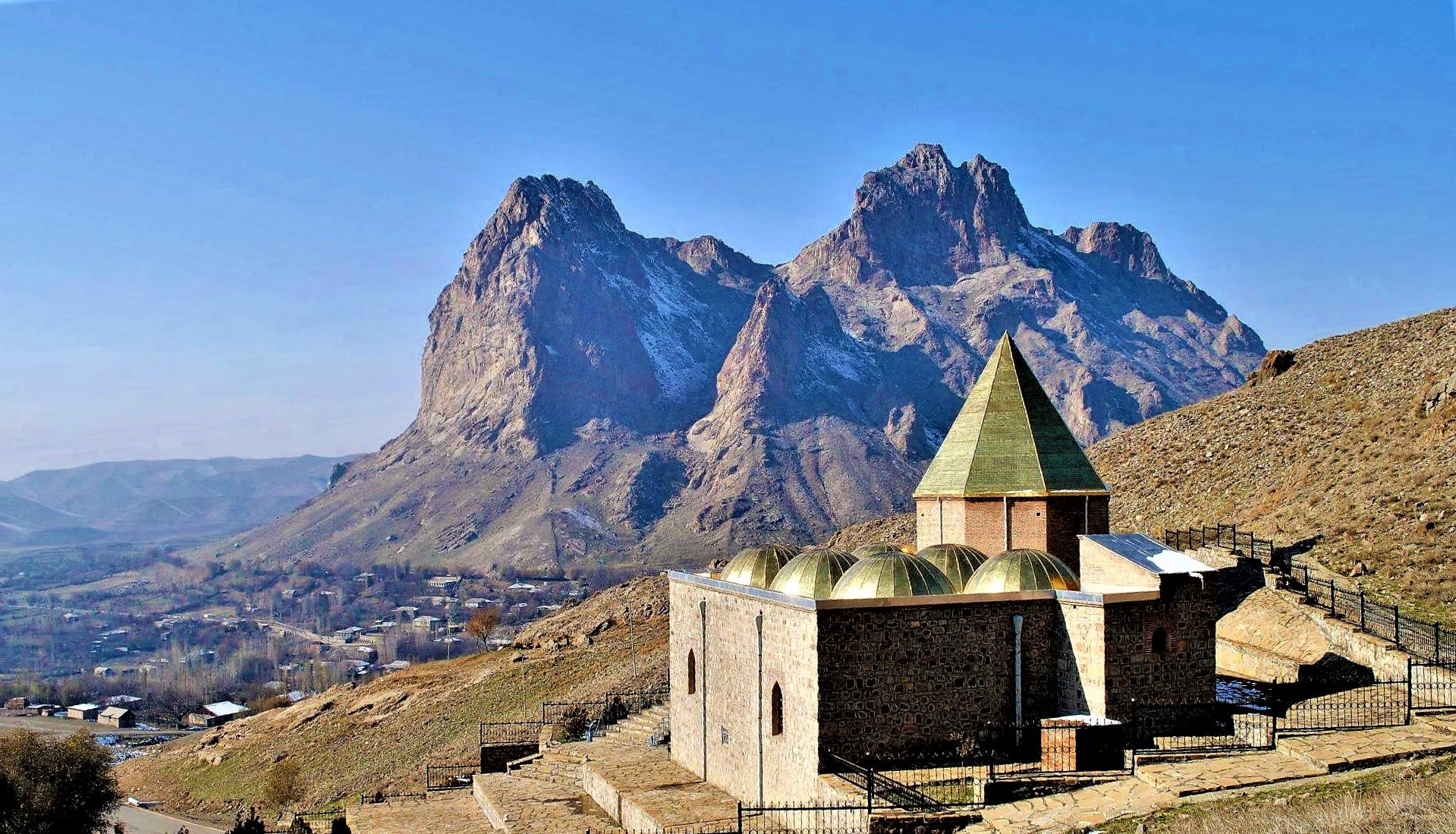
Текийе в селе Ханега

## Планировка
Обычно ханака представляет собой прямоугольное сооружение со внутренним двором либо большим купольным залом, этот зал называется зикрахана (дарсхана) или сума’а и используется для молитв, собраний и дервишских практик таких как зикр и сама. Вокруг зикрханы располагаются келии-худжры. В ханаке обязательно находилась мечеть, зачастую поблизости строился и хауз, также в ханаке мог находиться мавзолей основателя, другого духовного лица или правителя.

## Проживание
В отличие от христианских монастырей процедура поселения и выхода из ханаки была предельно упрощена, из-за чего ханаку иногда сравнивают с гостиницей. Почти в каждой ханаке имелись правила кратковременных или долгосрочных посещений.
Сам шейх (глава) мог жить с семьёй в одном из помещений комплекса (поэтому в ханаках иногда могли быть гаремы) и в специально отведённое время видеться со своими учениками, чтобы руководить их духовным развитием. Обычно он предстоял на пяти молитвах братства.

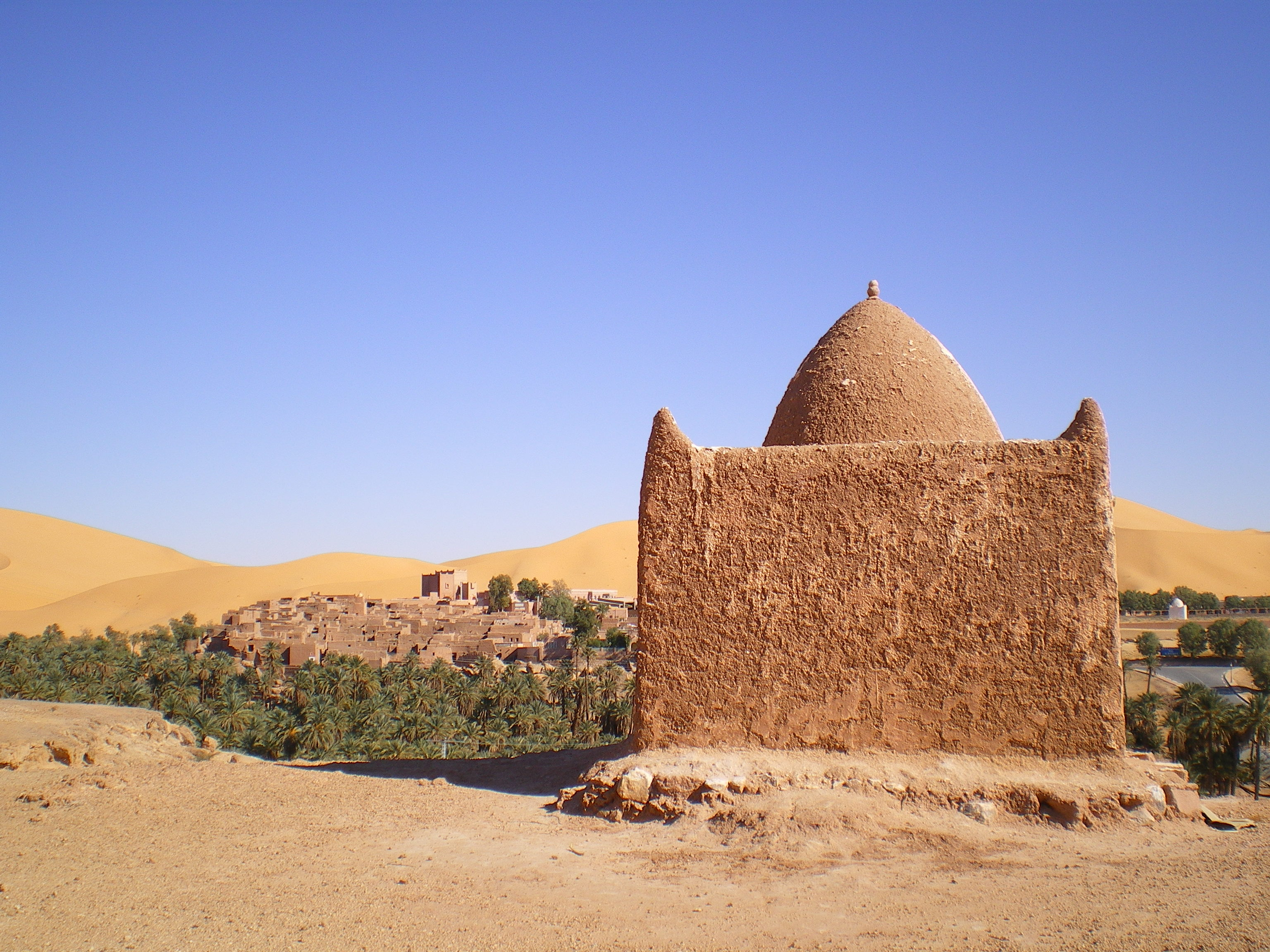
Завия в Тагирте (Алжир)

## Финансирование
Некоторые ханаки существовали благодаря нерегулярным дарам и пожертвованиям (футух), тогда как другие получали регулярные вспомоществования. Ордены, подобные Чиштия в Индии, были необыкновенно гостеприимны, в них постоянно гостили иноземцы; в других орденах действовали строгие правила относительно времени посещения и категорий посетителей, которым дозволялось видеть наставника.
В Боснии, со Средних веков по наши дни, в основном здании ханаки или текке могла находиться ремесленная мастерская, мельница или магазин. Это делает техническое и административное поддержание ханаки независимым от пожертвований верующих. Подобное можно встретить и в Турции, где возле одного из текке города Конья построен небольшой продуктовый магазин. Это позволяет на вырученные средства обслуживать и поддерживать комплекс зданий данного текке.

## Виды ханак
В позднее средневековье на западе исламского мира сформировались завии, представляющие собой комплексное сооружение, включающее небольшую мечеть, помещения для жилья шейха и мюридов (учеников), а также приют для странников (дервишей). Крупные и центральные обители называются аситанами.